# 按摊
按摊（13世纪？—1309年），元朝官员，蒙古克烈氏，也先不花第五子。
按攤事奉元成宗，襲長宿衛，皇帝有旨給七乘傳使，去湖廣侍奉父亲也先不花。各道憲司上奏按攤的孝行，拜为中奉大夫、海北海南道宣慰使、都元帥。海康與安南、占城相接，海南島黎族对元朝叛服不常，按攤威望很高，黎族敬服，黎王高等二十餘洞，都愿意上貢稅。在海南一年多，因省親辭去。元武宗至大二年（1309年），拜为資德大夫、中書右丞，行浙東道宣慰使司都元帥。不久，去武昌奔父喪，以哀痛过度得病而亡。元文宗天曆二年（1329年），贈秉義效忠著節佐治功臣、太保、開府儀同三司、上柱國，追封特進趙國公、中書左丞相，諡貞孝。其子阿榮，由宿衛转任湖南道宣慰副使，歷任奎章閣大學士、榮祿大夫、太禧宗禋院使、都典制神御殿事。

## 延伸阅读
[在维基数据编辑]
 《新元史/卷133》，出自柯劭忞《新元史》